# Сільський Рогачик
Сільський Рогачик (рос. Сельский Рогачик) — присілок в Черемисиновському районі Курської області Російської Федерації.
Населення становить 280 осіб. Входить до складу муніципального утворення Покровська сільрада.

## Історія
Населений пункт розташований на території українського етнічного та культурного краю Східна Слобожанщина.
Від 2004 року входить до складу муніципального утворення Покровська сільрада.

## Населення
| 2002 | 2010 |
| ---- | ---- |
| 307  | ↘280 |